# Witold Zagórski
Witold Zagórski (Varsavia, 25 settembre 1930 – 30 giugno 2016) è stato un cestista e allenatore di pallacanestro polacco.

## Carriera
Con la Polonia ha disputato i Campionati europei del 1955.
Da allenatore ha guidato la Polonia a tre edizioni dei Giochi olimpici (Tokyo 1964, Città del Messico 1968, Monaco 1972), ai Campionati mondiali del 1967 e a otto edizioni dei Campionati europei (1961, 1963, 1965, 1967, 1969, 1971, 1973, 1975)

## Palmarès

### Giocatore
- Campionato polacco: 2

Polonia Varsavia: 1958-59
Legia Varsavia: 1960-61